# BWF Grand Prix
Le BWF Grand Prix est une série de tournois internationaux de badminton placée sous l'égide de la Fédération mondiale de badminton (BWF) depuis 2007. Elle remplace et fait suite à l'IBF World Grand Prix (ancien système de classification des compétitions) et se classe juste en dessous des BWF Super Series en termes d'importance et de prestige.

## Caractéristiques

### Primes
Un tournoi Grand Prix Gold offre un minimum de 120 000 $ de dotation ; un tournoi Grand Prix offre quant à lui une dotation d'au minimum 50 000 $. La formule de répartition des gains est identique à celle des tournois BWF Super Series à savoir :
{\displaystyle Prime=Total\ des\ gains\ X\ {\frac {Pourcentage}{100}}}
| Tour                  | Simple hommes | Simple dames | Double hommes | Double dames | Double mixte |
| --------------------- | ------------- | ------------ | ------------- | ------------ | ------------ |
| Vainqueur             | 7,5 %         | 7,5 %        | 7,9 %         | 7,9 %        | 7,9 %        |
| Finaliste             | 3,8 %         | 3,8 %        | 3,8 %         | 3,8 %        | 3,8 %        |
| Demi-finaliste        | 1,45 %        | 1,45 %       | 1,4 %         | 1,4 %        | 1,4 %        |
| Quart de finaliste    | 0,6 %         | 0,6 %        | 0,725 %       | 0,725 %      | 0,725 %      |
| Huitième de finaliste | 0,35 %        | 0,35 %       | 0,375 %       | 0,375 %      | 0,375 %      |

### Points pour le classement mondial
Les tournois Grand Prix Gold et Grand Prix rapportent des points qui comptent pour le classement mondial. Ceux-ci restent toutefois inférieurs à ceux attribués pour les tournois des BWF Super Series.

Le tableau ci-dessous donne le nombre de points attribués à un joueur ou à une paire en fonction de son parcours dans un tournoi. La dotation des tournois Super Series est donnée à titre indicatif.
| Tournoi         | Vainqueur | Finaliste | 1/2   | 1/4   | 1/8e  | 1/16e | 1/32e | 1/64e | 1/128e | 1/256e | 1/512e |
| --------------- | --------- | --------- | ----- | ----- | ----- | ----- | ----- | ----- | ------ | ------ | ------ |
| Super Series    | 9 200     | 7 800     | 6 420 | 5 040 | 3 600 | 2 220 | 880   | 430   | 170    | 80     | 40     |
| Grand Prix Gold | 7 000     | 5 950     | 4 900 | 3 850 | 2 750 | 1 670 | 660   | 320   | 130    | 60     | 30     |
| Grand Prix      | 5000      | 4 250     | 3 500 | 2 720 | 1 920 | 1 170 | 460   | 220   | 90     | 40     | 25     |

## Liste des tournois
Le tableau ci-dessous donne la liste des tournois classés Grand Prix et Grand Prix Gold par saison.
| Tournoi                                 | Année            | Année            | Année            | Année            | Année            | Année            | Année            | Année            | Année            | Année            | Année            |
| Tournoi                                 | 2007             | 2008             | 2009             | 2010             | 2011             | 2012             | 2013             | 2014             | 2015             | 2016             | 2017             |
| --------------------------------------- | ---------------- | ---------------- | ---------------- | ---------------- | ---------------- | ---------------- | ---------------- | ---------------- | ---------------- | ---------------- | ---------------- |
| Championnats d'Asie de badminton        |                  |                  |                  |                  |                  |                  |                  |                  |                  |                  |                  |
| Open de Thaïlande                       |                  |                  |                  |                  |                  |                  |                  |                  |                  |                  |                  |
| Masters de Thaïlande                    |                  |                  |                  |                  |                  |                  |                  |                  |                  |                  |                  |
| Open des Philippines                    |                  |                  |                  |                  |                  |                  |                  |                  |                  |                  |                  |
| Open de Taïwan                          |                  |                  |                  |                  |                  |                  |                  |                  |                  |                  |                  |
| Open de Macao                           |                  |                  |                  |                  |                  |                  |                  |                  |                  |                  |                  |
| Open de Russie                          |                  |                  |                  |                  |                  |                  |                  |                  |                  |                  |                  |
| Open d'Allemagne                        |                  |                  |                  |                  |                  |                  |                  |                  |                  |                  |                  |
| Championnats panaméricains de badminton |                  |                  |                  |                  |                  |                  |                  |                  |                  |                  |                  |
| Open de Nouvelle-Zélande                |                  |                  |                  |                  |                  |                  |                  |                  |                  |                  |                  |
| Open des États-Unis                     |                  |                  |                  |                  |                  |                  |                  |                  |                  |                  |                  |
| Bitburger Open                          |                  |                  |                  |                  |                  |                  |                  |                  |                  |                  |                  |
| Open des Pays-Bas                       |                  |                  |                  |                  |                  |                  |                  |                  |                  |                  |                  |
| Open du Viêt Nam                        |                  |                  |                  |                  |                  |                  |                  |                  |                  |                  |                  |
| Open d'Inde                             |                  |                  |                  |                  | BWF Super Series | BWF Super Series | BWF Super Series | BWF Super Series | BWF Super Series | BWF Super Series | BWF Super Series |
| Championnats d'Europe de badminton      |                  |                  |                  |                  |                  |                  |                  |                  |                  |                  |                  |
| Open de Bulgarie                        |                  |                  |                  |                  |                  |                  |                  |                  |                  |                  |                  |
| Masters de Malaisie                     |                  |                  |                  |                  |                  |                  |                  |                  |                  |                  |                  |
| Open d'Australie                        |                  |                  |                  |                  |                  |                  |                  | BWF Super Series | BWF Super Series | BWF Super Series | BWF Super Series |
| Syed Modi International                 |                  |                  |                  |                  |                  |                  |                  |                  |                  |                  |                  |
| Masters d'Indonésie                     |                  |                  |                  |                  |                  |                  |                  |                  |                  |                  |                  |
| Open du Canada                          |                  |                  |                  |                  |                  |                  |                  |                  |                  |                  |                  |
| Masters de Corée du Sud                 |                  |                  |                  |                  |                  |                  |                  |                  |                  |                  |                  |
| Open de Suisse                          | BWF Super Series | BWF Super Series | BWF Super Series | BWF Super Series |                  |                  |                  |                  |                  |                  |                  |
| Grand Prix Gold de Londres              |                  |                  |                  |                  |                  |                  |                  |                  |                  |                  |                  |
| Open d'Écosse                           |                  |                  |                  |                  |                  |                  |                  |                  |                  |                  |                  |
| GP des États-Unis                       |                  |                  |                  |                  |                  |                  |                  |                  |                  |                  |                  |
| Masters de Chine                        | BWF Super Series | BWF Super Series | BWF Super Series | BWF Super Series | BWF Super Series | BWF Super Series | BWF Super Series |                  |                  |                  |                  |
| Grand Prix du Taipei chinois            |                  |                  |                  |                  |                  |                  |                  |                  |                  |                  |                  |
| Grand Prix du Brésil                    |                  |                  |                  |                  |                  |                  |                  |                  |                  |                  |                  |

- Grand Prix
- Grand Prix Gold